# Korean Association of Film Critics Awards
Les Korean Association of Film Critics Awards (한국영화평론가협회상, Han-guk Yeonghwa Pyeongron-ga Hyeophoesang), aussi appelés Critics Choice Awards (영평상, Yeongpyeongsang), sont des récompenses cinématographiques créées en 1980 et remises annuellement en Corée du Sud à des professionnels du 7e art dans diverses catégories pour saluer les meilleures productions sud-coréennes. Organisée par l'Association coréenne des critiques de cinéma, la cérémonie a généralement lieu en novembre ou décembre,,,,,,,,,,,,,.

## Catégories
- Meilleur film
- Meilleur réalisateur
- Meilleur acteur
- Meilleure actrice
- Meilleur acteur dans un second rôle
- Meilleure actrice dans un second rôle
- Meilleur nouveau réalisateur
- Meilleur nouvel acteur
- Meilleure nouvelle actrice
- Meilleur scénario
- Meilleure photographie
- Meilleure musique
- Prix technique décerné pour des réalisations dans les effets visuels, le montage, les décors, les lumières, ou les costumes
- Prix CJ CGV (en)
- Mention spéciale
- Prix spécial de réalisation
- Prix de la Fédération internationale de la presse cinématographique (FIPRESCI)
- Meilleur nouveau critique
- Meilleur film étranger
- Prix pour contribution au cinéma

## Meilleur film
| #  | Année | Film                                     | Réalisateur     |
| -- | ----- | ---------------------------------------- | --------------- |
| 1  | 1980  | Son of Man                               | Yu Hyeon-mok    |
| 2  | 1981  | Three Times Each for Short and Long Ways | Kim Ho-sun      |
| 3  | 1983  | People of Kkobang Neighborhood           | Bae Chang-ho    |
| 4  | 1984  | Whale Hunting                            | Bae Chang-ho    |
| 5  | 1985  | Deep Blue Night                          | Bae Chang-ho    |
| 6  | 1986  | Mulberry                                 | Lee Doo-yong    |
| 7  | 1987  | Ticket                                   | Im Kwon-taek    |
| 8  | 1988  | Now, We're Going to Geneva               | Song Yeong-su   |
| 9  | 1989  | Rainbow Over Seoul                       | Kim Ho-sun      |
| 10 | 1990  | Road to Cheongsong Prison                | Lee Doo-yong    |
| 11 | 1991  | Black Republic                           | Park Kwang-su   |
| 12 | 1992  | The Road to Racetrack                    | Jang Sun-woo    |
| 13 | 1993  | Sopyonje                                 | Im Kwon-taek    |
| 14 | 1994  | Hwa-Om-Kyung                             | Jang Sun-woo    |
| 15 | 1995  | The Eternal Empire                       | Park Jong-won   |
| 16 | 1996  | Festival                                 | Im Kwon-taek    |
| 17 | 1997  | Green Fish                               | Lee Chang-dong  |
| 18 | 1998  | Christmas in August                      | Hur Jin-ho      |
| 19 | 1999  | Spring in My Hometown                    | Lee Kwang-mo    |
| 20 | 2000  | Peppermint Candy                         | Lee Chang-dong  |
| 21 | 2001  | One Fine Spring Day                      | Hur Jin-ho      |
| 22 | 2002  | Oasis                                    | Lee Chang-dong  |
| 23 | 2003  | Memories of Murder                       | Bong Joon-ho    |
| 24 | 2004  | Old Boy                                  | Park Chan-wook  |
| 25 | 2005  | Duelist                                  | Lee Myung-se    |
| 26 | 2006  | Family Ties                              | Kim Tae-yong    |
| 27 | 2007  | The Show Must Go On                      | Han Jae-rim     |
| 28 | 2008  | Night and Day                            | Hong Sang-soo   |
| 29 | 2009  | Mother                                   | Bong Joon-ho    |
| 30 | 2010  | Poetry                                   | Lee Chang-dong  |
| 31 | 2011  | The Front Line                           | Jang Hoon       |
| 32 | 2012  | Pieta                                    | Kim Ki-duk      |
| 33 | 2013  | Snowpiercer, le Transperceneige          | Bong Joon-ho    |
| 34 | 2014  | Hill of Freedom                          | Hong Sang-soo   |
| 35 | 2015  | Sado                                     | Lee Joon-ik     |
| 36 | 2016  | The Age of Shadows                       | Kim Jee-woon    |
| 37 | 2017  | The Fortress                             | Hwang Dong-hyuk |
| 38 | 2018  | 1987: When the Day Comes                 | Jang Joon-hwan  |

## Meilleur réalisateur
| #  | Année | Réalisateur     | Film                                     |
| -- | ----- | --------------- | ---------------------------------------- |
| 1  | 1980  | Yu Hyeon-mok    | Son of Man                               |
| 2  | 1981  | Kim Ho-sun      | Three Times Each for Short and Long Ways |
| 3  | 1983  | Bae Chang-ho    | People of Kkobang Neighborhood           |
| 4  | 1984  | Bae Chang-ho    | Whale Hunting                            |
| 5  | 1985  | Jeong Ji-woo    | Adultery Tree                            |
| 6  | 1986  | Im Kwon-taek    | Gilsoddeum                               |
| 7  | 1987  | Im Kwon-taek    | Ticket                                   |
| 8  | 1988  | Song Yeong-su   | Now, We're Going to Geneva               |
| 9  | 1989  | Kim Ho-sun      | Rainbow Over Seoul                       |
| 10 | 1990  | Lee Doo-yong    | Road to Cheongsong Prison                |
| 11 | 1991  | Park Kwang-su   | Black Republic                           |
| 12 | 1992  | Jang Sun-woo    | Road to the Racetrack                    |
| 13 | 1993  | Im Kwon-taek    | Sopyonje                                 |
| 14 | 1994  | Jang Sun-woo    | Hwa-Om-Kyung                             |
| 15 | 1995  | Yu Hyeon-mok    | Mommy, Star, and Sea Anemone             |
| 16 | 1996  | Park Chul-soo   | Farewell My Darling                      |
| 17 | 1997  | N/A             | N/A                                      |
| 18 | 1998  | Hur Jin-ho      | Christmas in August                      |
| 19 | 1999  | Lee Kwang-mo    | Spring in My Hometown                    |
| 20 | 2000  | Lee Chang-dong  | Peppermint Candy                         |
| 21 | 2001  | Yim Soon-rye    | Waikiki Brothers                         |
| 22 | 2002  | Park Chan-wook  | Sympathy for Mister Vengeance            |
| 23 | 2003  | Bong Joon-ho    | Memories of Murder                       |
| 24 | 2004  | Park Chan-wook  | Old Boy                                  |
| 25 | 2005  | Lee Myung-se    | Duelist                                  |
| 26 | 2006  | Yoo Ha          | A Dirty Carnival                         |
| 27 | 2007  | Lee Myung-se    | M                                        |
| 28 | 2008  | Kim Ki-duk      | Dream                                    |
| 29 | 2009  | Kim Yong-hwa    | Take Off                                 |
| 30 | 2010  | Jang Hoon       | Secret Reunion                           |
| 31 | 2011  | Jang Hoon       | The Front Line                           |
| 32 | 2012  | Kim Ki-duk      | Pieta                                    |
| 33 | 2013  | Bong Joon-ho    | Snowpiercer, le Transperceneige          |
| 34 | 2014  | Zhang Lu        | Gyeongju                                 |
| 35 | 2015  | Ryoo Seung-wan  | Veteran                                  |
| 36 | 2016  | Lee Kyoung-mi   | The Truth Beneath                        |
| 37 | 2017  | Hwang Dong-hyuk | The Fortress                             |
| 38 | 2018  | Yoon Jong-bin   | The Spy Gone North                       |

## Meilleur acteur
| #  | Année | Acteur          | Film                          |
| -- | ----- | --------------- | ----------------------------- |
| 1  | 1980  | Choi Bool-am    | The Last Witness              |
| 2  | 1981  | Jeon Moo-song   | Mandala                       |
| 3  | 1983  | Ahn Sung-ki     | Polluted Ones                 |
| 4  | 1984  | Ahn Sung-ki     | Village in the Mist           |
| 5  | 1985  | Hah Myung-joong | Blazing Sun                   |
| 6  | 1986  | Lee Dae-geun    | Mulberry                      |
| 7  | 1987  | Shin Seong-il   | Lethe's Love Song             |
| 8  | 1988  | Yu In-chon      | Diary of King Yeonsan         |
| 9  | 1989  | Park Joong-hoon | Chilsu and Mansu              |
| 10 | 1990  | Park Joong-hoon | The Lovers of Woomook-baemi   |
| 11 | 1991  | Lee Young-ha    | Only Because You Are a Woman  |
| 12 | 1992  | Moon Sung-keun  | Road to the Racetrack         |
| 13 | 1993  | Kim Myung-gon   | La Chanteuse de pansori       |
| 14 | 1994  | Ahn Sung-ki     | Two Cops                      |
| 15 | 1995  | Ahn Sung-ki     | The Eternal Empire            |
| 16 | 1996  | Ahn Sung-ki     | Festival                      |
| 17 | 1997  | Han Suk-kyu     | Green Fish                    |
| 18 | 1998  | Song Kang-ho    | No. 3                         |
| 19 | 1999  | Lee Jung-jae    | City of the Rising Sun        |
| 20 | 2000  | Park Joong-hoon | Nowhere to Hide               |
| 21 | 2001  | Choi Min-sik    | Failan                        |
| 22 | 2002  | Sol Kyung-gu    | Oasis                         |
| 23 | 2003  | Song Kang-ho    | Memories of Murder            |
| 24 | 2004  | Choi Min-sik    | Old Boy                       |
| 25 | 2005  | Lee Byung-hun   | A Bittersweet Life            |
| 26 | 2006  | Ahn Sung-ki     | Radio Star                    |
| 27 | 2007  | Song Kang-ho    | The Show Must Go On           |
| 28 | 2008  | So Ji-sub       | Rough Cut                     |
| 29 | 2009  | Lee Beom-soo    | Lifting King Kong             |
| 30 | 2010  | Kang Dong-won   | The Secret Reunion            |
| 31 | 2011  | Ha Jung-woo     | The Yellow Sea                |
| 32 | 2012  | Ahn Sung-ki     | Bureojin hwasal               |
| 33 | 2013  | Song Kang-ho    | Gwansang                      |
| 34 | 2014  | Choi Min-sik    | The Admiral: Roaring Currents |
| 35 | 2015  | Jung Jae-young  | Un jour avec, un jour sans    |
| 36 | 2016  | Lee Byung-hun   | Inside Men                    |
| 37 | 2017  | Sol Kyung-gu    | Sans pitié                    |
| 38 | 2018  | Lee Sung-min    | The Spy Gone North            |

## Meilleure actrice
| #  | Année | Actrice        | Film                               |
| -- | ----- | -------------- | ---------------------------------- |
| 1  | 1980  | Chang Mi-hee   | Neumi                              |
| 2  | 1981  | Woo Yeon-jeong | I Will Stand in Front of You Again |
| 3  | 1983  | Na Young-hee   | Sea Gull, Don't Fly Away           |
| 4  | 1984  | Won Mi-kyung   | Mulleya Mulleya                    |
| 5  | 1985  | Lee Mi-sook    | The Winter That Year Was Warm      |
| 6  | 1986  | Lee Mi-sook    | Mulberry                           |
| 7  | 1987  | Kim Ji-mee     | Ticket                             |
| 8  | 1988  | Lee Bo-hee     | You My Rose Mellow                 |
| 9  | 1989  | Kang Soo-yeon  | Come Come Come Upward              |
| 10 | 1990  | Kang Soo-yeon  | All That Falls Has Wings           |
| 11 | 1991  | Lee Hye-sook   | Eunmaneun oji anhneunda            |
| 12 | 1992  | Yoon Jeong-hee | Flower in Snow                     |
| 13 | 1993  | Shim Hye-jin   | Marriage Story                     |
| 14 | 1994  | Kim Seo-ra     | The Story of Two Women             |
| 15 | 1995  | Choi Myung-gil | Rosy Life                          |
| 16 | 1996  | Bang Eun-jin   | 301, 302                           |
| 17 | 1997  | Kim Seon-jae   | Time Lasts                         |
| 18 | 1998  | Shim Eun-ha    | Christmas in August                |
| 19 | 1999  | Lee Mi-sook    | An Affair                          |
| 20 | 2000  | Jeon Do-yeon   | Happy End                          |
| 21 | 2001  | Bae Doona      | Take Care of My Cat                |
| 22 | 2002  | Moon So-ri     | Oasis                              |
| 23 | 2003  | Lee Mi-sook    | Untold Scandal                     |
| 24 | 2004  | Yum Jung-ah    | The Big Swindle                    |
| 25 | 2005  | Jeon Do-yeon   | You Are My Sunshine                |
| 26 | 2006  | Jang Jin-young | Blue Swallow                       |
| 27 | 2007  | Jeon Do-yeon   | Secret Sunshine                    |
| 28 | 2008  | Soo Ae         | Sunny                              |
| 29 | 2009  | Kim Hye-ja     | Mother                             |
| 30 | 2010  | Seo Young-hee  | Bedevilled                         |
| 31 | 2011  | Tang Wei       | Late Autumn                        |
| 32 | 2012  | Jo Min-su      | Pieta                              |
| 33 | 2013  | Uhm Ji-won     | Hope                               |
| 34 | 2014  | Chun Woo-hee   | A cappella                         |
| 35 | 2015  | Kim Hye-soo    | Coin Locker Girl                   |
| 36 | 2016  | Son Ye-jin     | The Truth Beneath                  |
| 37 | 2017  | Na Moon-hee    | I Can Speak                        |
| 38 | 2018  | Han Ji-min     | Miss Baek (en)                     |

## Meilleur acteur dans un rôle secondaire
| #  | Année | Acteur        | Film               |
| -- | ----- | ------------- | ------------------ |
| 33 | 2013  | Jo Jeong-seok | The Face Reader    |
| 34 | 2014  | Kwak Do-won   | The Attorney       |
| 37 | 2017  | Yoo Hae-jin   | A Taxi Driver      |
| 38 | 2018  | Ju Ji-hoon    | The Spy Gone North |

## Meilleure actrice dans un rôle secondaire
| #  | Année | Actrice           | Film                  |
| -- | ----- | ----------------- | --------------------- |
| 33 | 2013  | Park Shin-hye     | Miracle in Cell No. 7 |
| 34 | 2014  | Cho Yeo-jeong     | Obsessed (en)         |
| 37 | 2017  | Jeon Hye-jin      | Sans pitié            |
| 38 | 2018  | Kwon So-hyun (en) | Miss Baek (en)        |

## Meilleur nouveau réalisateur
| #  | Année | Réalisateur               | Film                                           |
| -- | ----- | ------------------------- | ---------------------------------------------- |
| 6  | 1986  | Kwak Ji-kyoon             | Winter Wanderer                                |
| 7  | 1987  | N/A                       | N/A                                            |
| 8  | 1988  | Lee Kyu-hyung             |                                                |
| 9  | 1989  | Park Kwang-su             | Chilsu and Mansu                               |
| 10 | 1990  | Kang Woo-suk              | Happiness Does Not Come In Grades              |
| 11 | 1991  | Hwang Qu-duk              | Our Class Accepts Anyone Regardless of Grade   |
| 12 | 1992  | Kim Young-bin             | Kim's War                                      |
| 13 | 1993  | Hong Ki-seon              | Sorrow, Like a Withdrawn Dagger, Left My Heart |
| 14 | 1994  | Lee Jung-gook             | The Story of Two Women                         |
| 15 | 1995  | Kim Hong-joon             | Rosy Life                                      |
| 16 | 1996  | Hong Sang-soo             | The Day a Pig Fell into the Well               |
| 17 | 1997  | Lee Chang-dong            | Green Fish                                     |
| 18 | 1998  | Chang Yoon-hyun           | Le Contact                                     |
| 19 | 1999  | Lee Jeong-hyang           | Art Museum by the Zoo                          |
| 20 | 2000  | Jeong Ji-woo              | Happy End                                      |
| 21 | 2001  | Song Il-gon               | Flower Island                                  |
| 22 | 2002  | Kim In-shik               | Road Movie                                     |
| 23 | 2003  | Jang Joon-hwan            | Save the Green Planet!                         |
| 24 | 2004  | Choi Dong-hoon            | The Big Swindle                                |
| 25 | 2005  | Bang Eun-jin              | Princess Aurora                                |
| 26 | 2006  | Kim Dae-woo               | Forbidden Quest                                |
| 27 | 2007  | Jung Sik, Jung Beom-sik   | Epitaph                                        |
| 28 | 2008  | Jang Hoon                 | Rough Cut                                      |
| 29 | 2009  | Kang Hyeong-cheol         | Scandal Makers                                 |
| 30 | 2010  | Jang Cheol-soo            | Bedevilled                                     |
| 31 | 2011  | Park Jung-bum             | The Journals of Musan                          |
| 32 | 2012  | Shin A-ga, Lee Sang-cheol | Jesus Hospital                                 |
| 33 | 2013  | Huh Jung                  | Hide and Seek                                  |
| 34 | 2014  | Yang Woo-suk              | The Attorney                                   |
| 35 | 2015  | Kim Tae-yong              | Set Me Free                                    |
| 36 | 2016  | Yoon Ga-eun               | The World of Us                                |
| 37 | 2017  | Kang Yoon-sung            | The Outlaws                                    |
| 38 | 2018  | Jeon Go-woon              | Microhabitat                                   |

## Meilleur nouvel acteur
| #  | Année | Acteur          | Film                       |
| -- | ----- | --------------- | -------------------------- |
| 1  | 1980  | Jung Han-yong   | Outsiders                  |
| 2  | 1981  | N/A             | N/A                        |
| 3  | 1983  | N/A             | N/A                        |
| 4  | 1984  | N/A             | N/A                        |
| 5  | 1985  | N/A             | N/A                        |
| 6  | 1986  | N/A             | N/A                        |
| 7  | 1987  | N/A             | N/A                        |
| 8  | 1988  | N/A             | N/A                        |
| 9  | 1989  | N/A             | N/A                        |
| 10 | 1990  | Lee Geung-young | Kuro Arirang               |
| 11 | 1991  | N/A             | N/A                        |
| 12 | 1992  | N/A             | N/A                        |
| 13 | 1993  | N/A             | N/A                        |
| 14 | 1994  | Kim Byung-se    | Rosy Days                  |
| 15 | 1995  | Lee Jung-jae    | The Young Man              |
| 16 | 1996  | N/A             | N/A                        |
| 17 | 1997  | Jung Woo-sung   | Beat                       |
| 18 | 1998  | Park Shin-yang  | The Letter                 |
| 19 | 1999  | Lee Sung-jae    | Art Museum by the Zoo      |
| 20 | 2000  | Sol Kyung-gu    | Peppermint Candy           |
| 21 | 2001  | Yang Dong-geun  | Adresse inconnue           |
| 22 | 2002  | Hwang Jung-min  | Road Movie                 |
| 23 | 2003  | Park Hae-il     | Jealousy Is My Middle Name |
| 24 | 2004  | Gang Dong-won   | Temptation of Wolves       |
| 25 | 2005  | Ha Jung-woo     | The Unforgiven             |
| 26 | 2006  | Lee Yeong-hoon  | No Regret                  |
| 27 | 2007  | Daniel Henney   | My Father                  |
| 28 | 2008  | Kang Ji-hwan    | Rough Cut                  |
| 29 | 2009  | Choi Jae-woong  | The Sword with No Name     |
| 30 | 2010  | Song Sae-byeok  | The Servant                |
| 31 | 2011  | Lee Je-hoon     | The Front Line             |
| 32 | 2012  | Kim Sung-kyun   | The Neighbor               |
| 33 | 2013  | Yeo Jin-goo     | Hwayi                      |
| 34 | 2014  | Park Yoochun    | Haemoo                     |
| 35 | 2015  | Choi Woo-sik    | Set Me Free                |
| 36 | 2016  | N/A             | N/A                        |
| 37 | 2017  | Park Seo-joon   | Midnight Runners           |
| 38 | 2018  | Nam Joo-hyuk    | The Great Battle           |

## Meilleure nouvelle actrice
| #  | Année | Actrice                                 | Film                              |
| -- | ----- | --------------------------------------- | --------------------------------- |
| 1  | 1980  | N/A                                     | N/A                               |
| 2  | 1981  | Na Young-hee                            | Children of Darkness              |
| 3  | 1983  | N/A                                     | N/A                               |
| 4  | 1984  | Lee Bo-hee                              | Declaration of Fools              |
| 5  | 1985  | N/A                                     | N/A                               |
| 6  | 1986  | N/A                                     | N/A                               |
| 7  | 1987  | N/A                                     | N/A                               |
| 8  | 1988  | N/A                                     | N/A                               |
| 9  | 1989  | Jin Yeong-mi                            | Come Come Come Upward             |
| 10 | 1990  | Lee Mi-yeon                             | Happiness Does Not Come In Grades |
| 11 | 1991  | Choi Jin-sil                            | Mon amour, mon épouse             |
| 12 | 1992  | Lee A-ro                                | Stairway to Heaven                |
| 13 | 1993  | Oh Jeong-hae                            | La Chanteuse de pansori           |
| 14 | 1994  | Park Sun-young                          | The Man with Breasts              |
| 15 | 1995  | Lee Ji-eun                              | My Dear Keum-hong                 |
| 16 | 1996  | Lee Jung-hyun                           | A Petal                           |
| 17 | 1997  | Lee Hye-eun                             | Corset                            |
| 18 | 1998  | Jeon Do-yeon                            | Le Contact                        |
| 19 | 1999  | Yunjin Kim                              | Shiri                             |
| 20 | 2000  | Kim Min-sun, Park Ye-jin, Lee Young-jin | Memento Mori                      |
| 21 | 2001  | Seo Joo-hee                             | Flower Island                     |
| 22 | 2002  | Son Ye-jin                              | Lovers' Concerto                  |
| 23 | 2003  | Im Soo-jung                             | Deux sœurs                        |
| 24 | 2004  | Kang Hye-jeong                          | Old Boy                           |
| 25 | 2005  | Jung Yu-mi                              | Blossom Again                     |
| 26 | 2006  | Han Hyo-joo                             | Ad-lib Night                      |
| 27 | 2007  | Park Si-yeon                            | A Love                            |
| 28 | 2008  | Seo Woo                                 | Miss Hongdangmu                   |
| 29 | 2009  | Park Bo-young                           | Scandal Makers                    |
| 30 | 2010  | Lee Min-jung                            | White Night                       |
| 31 | 2011  | Yoo Da-in                               | Re-encounter                      |
| 32 | 2012  | Kim Go-eun                              | A Muse                            |
| 33 | 2013  | Jung Eun-chae                           | Nobody's Daughter Haewon          |
| 34 | 2014  | Lim Ji-yeon                             | Obsessed                          |
| 35 | 2015  | Kwon So-hyun                            | Madonna                           |
| 36 | 2016  | Jeong Ha-dam                            | Steel Flower                      |
| 37 | 2017  | Choi Hee-seo                            | Anarchist from Colony             |
| 38 | 2018  | Kim Ga-hee                              | Park Hwayoung                     |

## Meilleur scénario
| #  | Année | Scénariste                                  | Film                                           |
| -- | ----- | ------------------------------------------- | ---------------------------------------------- |
| 1  | 1980  | N/A                                         | N/A                                            |
| 2  | 1981  | Yoon Sam-yook                               | The Hut                                        |
| 3  | 1983  | Song Kil-han                                | Sea Gull, Don't Fly Away                       |
| 4  | 1984  | Im Choong                                   | Mulleya Mulleya (en)                           |
| 5  | 1985  | Yoon Sam-yook, Heo Jin                      | The King's Poison                              |
| 6  | 1986  | Song Kil-han                                | Gilsoddeum                                     |
| 7  | 1987  | Choi Geum-dong                              | Jung-kwang's Nonsense                          |
| 8  | 1988  | Bae Chang-ho                                | Our Joyful Young Days                          |
| 9  | 1989  | Jang Sun-woo                                | The Age of Success (en)                        |
| 10 | 1990  | Kwon Jae-woo                                | The Rooster                                    |
| 11 | 1991  | Lee Myung-se                                | Mon amour, mon épouse                          |
| 12 | 1992  | Park Kwang-su                               | Berlin Report                                  |
| 13 | 1993  | Hong Ki-seon                                | Sorrow, Like a Withdrawn Dagger, Left My Heart |
| 14 | 1994  | Yoon Sam-yook                               | I Will Survive (en)                            |
| 15 | 1995  | Yook Sang-hyo                               | Rosy Life                                      |
| 16 | 1996  | Bae Chang-ho                                | Love Story                                     |
| 17 | 1997  | Lee Chang-dong                              | Green Fish                                     |
| 18 | 1998  | N/A                                         | N/A                                            |
| 19 | 1999  | Kang Je-gyu                                 | Shiri                                          |
| 20 | 2000  | Lee Chang-dong                              | Peppermint Candy                               |
| 21 | 2001  | Kim Ki-duk                                  | Adresse inconnue                               |
| 22 | 2002  | Park Chan-wook                              | Sympathy for Mister Vengeance                  |
| 23 | 2003  | Im Sang-soo                                 | Une femme coréenne                             |
| 24 | 2004  | Kim Ki-duk                                  | Locataires                                     |
| 25 | 2005  | Lee Won-jae, Kim Seong-je                   | Blood Rain                                     |
| 26 | 2006  | Kim Dae-woo                                 | Forbidden Quest (en)                           |
| 27 | 2007  | Hur Jin-ho                                  | Haengbok                                       |
| 28 | 2008  | Hong Sang-soo                               | Night and Day                                  |
| 29 | 2009  | Park Eun-kyo, Bong Joon-ho                  | Mother                                         |
| 30 | 2010  | Lee Chang-dong                              | Poetry                                         |
| 31 | 2011  | Park Sang-yeon                              | The Front Line                                 |
| 32 | 2012  | Yoon Jong-bin                               | Nameless Gangster                              |
| 33 | 2013  | Shin Yeon-shick                             | The Russian Novel (en)                         |
| 34 | 2014  | Lee Su-jin                                  | A cappella                                     |
| 35 | 2015  | Cho Chul-hyun, Oh Seung-hyeon, Lee Song-won | Sado                                           |
| 36 | 2016  | Shin Yeon-shick                             | Dongju: The Portrait of a Poet                 |
| 37 | 2017  | Hwang Seong-gu                              | Anarchist from Colony                          |
| 38 | 2018  | Kwak Kyung-taek, Kim Tae-gyun               | Dark Figure of Crime                           |

## Meilleure photographie
| #  | Année | Directeur de la photographie  | Film                                   |
| -- | ----- | ----------------------------- | -------------------------------------- |
| 1  | 1980  | Jung Il-sung                  |                                        |
| 2  | 1981  | Jung Il-sung                  | Mandala                                |
| 3  | 1983  | Jeong Kwang-seok              | People of Kkobang Neighborhood         |
| 4  | 1984  | Lee Seong-chun                | Mulleya Mulleya (en)                   |
| 5  | 1985  | N/A                           | N/A                                    |
| 6  | 1986  | N/A                           | N/A                                    |
| 7  | 1987  | Koo Joong-mo                  | La Mère porteuse                       |
| 8  | 1988  | Park Seung-bae                | The Man with Three Coffins (en)        |
| 9  | 1989  | Seo Jeong-min (en)            | Rainbow Over Seoul                     |
| 10 | 1990  | Yoo Young-gil                 | The Lovers of Woomook-baemi (en)       |
| 11 | 1991  | Yoo Young-gil                 | Black Republic                         |
| 12 | 1992  | Jung Il-sung                  | Road to the Racetrack                  |
| 13 | 1993  | Jung Il-sung                  | La Chanteuse de pansori                |
| 14 | 1994  | Yoo Young-gil                 | Hwaomkyung                             |
| 15 | 1995  | Chun Jo-myoung                | The Eternal Empire (en)                |
| 16 | 1996  | Yoo Young-gil                 | A Petal                                |
| 16 | 1996  | Park Hee-ju                   | The Gingko Bed                         |
| 17 | 1997  | Kim Hyung-koo                 | Beat                                   |
| 18 | 1998  | Yoo Young-gil                 | Christmas in August                    |
| 19 | 1999  | Kim Hyung-koo                 | Spring in My Hometown (en)             |
| 20 | 2000  | Jung Il-sung                  | Le Chant de la fidèle Chunhyang        |
| 21 | 2001  | Kim Hyung-koo                 | One Fine Spring Day                    |
| 22 | 2002  | Jung Il-sung                  | Ivre de femmes et de peinture          |
| 23 | 2003  | Lee Mo-gae (en)               | Deux sœurs                             |
| 24 | 2004  | Hong Kyung-pyo                | Frères de sang                         |
| 25 | 2005  | Choi Young-hwan               | Blood Rain                             |
| 26 | 2006  | Yoon Hong-sik                 | Blue Swallow (en)                      |
| 27 | 2007  | Lee Du-nam                    | May 18                                 |
| 28 | 2008  | Byun Hee-sung                 | The Divine Weapon                      |
| 29 | 2009  | Kim Young-ho                  | The Last Day                           |
| 30 | 2010  | Choi Young-hwan               | Woochi, le magicien des temps modernes |
| 31 | 2011  | Kim Tae-seong, Park Jong-chul | War of the Arrows                      |
| 32 | 2012  | Choi Young-hwan               | The Thieves                            |
| 33 | 2013  | Hong Kyung-pyo                | Snowpiercer, le Transperceneige        |
| 34 | 2014  | Choi Chan-min                 | Kundo: Age of the Rampant              |
| 35 | 2015  | Kim Woo-hyung                 | Assassination                          |
| 36 | 2016  | Chung Chung-hoon              | Mademoiselle                           |
| 37 | 2017  | Kim Jee-yong                  | The Fortress                           |
| 38 | 2018  | Hong Kyung-pyo                | Burning                                |

## Meilleure musique
| #  | Année | Compositeur                  | Film                                         |
| -- | ----- | ---------------------------- | -------------------------------------------- |
| 1  | 1980  | Han Seong-ki                 |                                              |
| 2  | 1981  | N/A                          | N/A                                          |
| 3  | 1983  | Kim Young-dong               | Polluted Ones                                |
| 4  | 1984  | N/A                          | N/A                                          |
| 5  | 1985  | N/A                          | N/A                                          |
| 6  | 1986  | N/A                          | N/A                                          |
| 7  | 1987  | Jung Sung-jo                 | Lethe's Love Story                           |
| 8  | 1988  | Shin Byung-ha                | My Mellow Rose (en)                          |
| 9  | 1989  | Kim Jeong-ki                 | Come Come Come Upward                        |
| 10 | 1990  | Kang In-won                  | Watercolor Painting in a Rainy Day (en)      |
| 11 | 1991  | Kim Soo-chul (en)            | Black Republic                               |
| 12 | 1992  | Jang Il-nam                  | Blood and Fire                               |
| 13 | 1993  | Kim Soo-chul (en)            | La Chanteuse de pansori                      |
| 14 | 1994  | Lee Jong-gu                  | Hwaomkyung                                   |
| 15 | 1995  | Hwang Byungki                | The Eternal Empire (en)                      |
| 16 | 1996  | Ok Kil-sung                  | Le Jour où le cochon est tombé dans le puits |
| 17 | 1997  | N/A                          | N/A                                          |
| 18 | 1998  | Choi Man-sik, Jo Yeong-wook  | Le Contact                                   |
| 19 | 1999  | Won Il                       | Spring in My Hometown (en)                   |
| 20 | 2000  | Jo Seong-woo                 | Sur la trace du serpent                      |
| 21 | 2001  | Choi Kyung-shik              | The Last Witness (en)                        |
| 22 | 2002  | Kim Dae-hong, Kim Yang-hee   | Jiburo                                       |
| 23 | 2003  | Lee Byeong-woo               | Untold Scandal                               |
| 24 | 2004  | Jo Yeong-wook                | Old Boy                                      |
| 25 | 2005  | Jang Young-gyu, Dalparan     | A Bittersweet Life                           |
| 26 | 2006  | Bang Jun-seok (en)           | Radio Star                                   |
| 27 | 2007  | Yang Bang-ean (en)           | Souvenir                                     |
| 28 | 2008  | Kim Tae-seong                | Crossing                                     |
| 29 | 2009  | Lee Jae-hak                  | Take Off                                     |
| 30 | 2010  | Kim Hong-jib                 | The Housemaid                                |
| 31 | 2011  | Jo Seong-woo, Choi Yeong-rok | Late Autumn (en)                             |
| 32 | 2012  | Lee Ji-soo                   | Architecture 101                             |
| 33 | 2013  | Lee Byeong-woo               | Gwansang                                     |
| 34 | 2014  | Jo Yeong-wook                | Kundo: Age of the Rampant                    |
| 35 | 2015  | Bang Jun-seok (en)           | Sado                                         |
| 36 | 2016  | Mowg                         | The Age of Shadows                           |
| 37 | 2017  | Ryūichi Sakamoto             | The Fortress                                 |
| 38 | 2018  | Kim Tae-sung                 | 1987: When the Day Comes                     |

## Prix technique
| #  | Année | Récipiendaire                                                    | Film                                  |
| -- | ----- | ---------------------------------------------------------------- | ------------------------------------- |
| 1  | 1980  | Go Hye-jin                                                       |                                       |
| 2  | 1981  | Lee Kyung-ja (montage)                                           | The Hut                               |
| 3  | 1983  | N/A                                                              | N/A                                   |
| 4  | 1984  | N/A                                                              | N/A                                   |
| 5  | 1985  | N/A                                                              | N/A                                   |
| 6  | 1986  | Kang Kwang-hee (lumières)                                        | Into the Heat of the Night            |
| 7  | 1987  | N/A                                                              | N/A                                   |
| 8  | 1988  | N/A                                                              | N/A                                   |
| 9  | 1989  | Kim Byeong-su (son)                                              | Come Come Come Upward                 |
| 10 | 1990  | Yang Dae-ho (effets sonores)                                     | Korean Connection                     |
| 11 | 1991  | Do Yong-woo (direction artistique)                               | Le Fils du général                    |
| 12 | 1992  | Hyeon Dong-chun (montage)                                        | Death Song                            |
| 13 | 1993  | Cho Young-sam (direction artistique)                             | First Love                            |
| 14 | 1994  | Cha Jung-nam (lumières)                                          | Rosy Days                             |
| 15 | 1995  | Kim Hyeon (montage)                                              | The Rules of the Game                 |
| 16 | 1996  | Shin Cine Graphics (effets visuels)                              | The Gingko Bed                        |
| 17 | 1997  | Lee Kang-san                                                     | Beat                                  |
| 18 | 1998  | Yoon Woong-won (direction artistique)                            | The Quiet Family                      |
| 18 | 1998  | Im Jae-young (lumières)                                          | Le Contact                            |
| 19 | 1999  | Park Gok-ji (montage)                                            | Shiri                                 |
| 20 | 2000  | Yoo Dong-ryeol (effets visuels)                                  | Phantom: The Submarine                |
| 21 | 2001  | Ahn Byeong-geun (montage)                                        | Die Bad (en)                          |
| 22 | 2002  | Kang Seung-yong, Oh Sang-man (direction artistique)              | YMCA Baseball Team (en)               |
| 23 | 2003  | Jang Geun-young (direction artistique), Kim Kyung-hee (costumes) | Save the Green Planet!                |
| 24 | 2004  | Jeong Do-an (effets spéciaux)                                    | Frères de sang                        |
| 25 | 2005  |                                                                  | Blood Rain                            |
| 26 | 2006  | Cho Geun-hyeon (en) (direction artistique)                       | Forbidden Quest (en)                  |
| 27 | 2007  | Yoon Sang-yoon, Yoo Joo-ho (direction artistique)                | M                                     |
| 28 | 2008  | Jo Sang-gyeong (direction artistique)                            | Modern Boy (en)                       |
| 29 | 2009  | Jeong Seong-jin (effets visuels)                                 | Take Off                              |
| 30 | 2010  | Park Il-hyun (direction artistique)                              | The Servant (en)                      |
| 31 | 2011  | Han Young-woo (effets visuels)                                   | War of the Arrows                     |
| 32 | 2012  | Oh Heung-seok (direction artistique)                             | Masquerade                            |
| 33 | 2013  | Jeong Seong-jin (effets visuels)                                 | Mr. Go (en)                           |
| 34 | 2014  | Jang Choon-seob (direction artistique)                           | The Admiral: Roaring Currents         |
| 35 | 2015  | Ryu Seong-hee (direction artistique)                             | Assassination                         |
| 36 | 2016  |                                                                  | Dernier train pour Busan              |
| 37 | 2017  | Lee Hwo-kyoung (direction artistique)                            | Battleship Island                     |
| 38 | 2018  | Jin Jong-hyun (effets visuels)                                   | Along With the Gods : Les Deux Mondes |

## Meilleur film indépendant
| #  | Année | Film              | Réalisateur                     |
| -- | ----- | ----------------- | ------------------------------- |
| 34 | 2014  | Futureless Things | Kim Kyung-mook                  |
| 36 | 2016  | Tour of Duty      | Kim Dong-ryung, Park Kyoung-tae |
| 37 | 2017  | Troublers         | Lee Young                       |
| 37 | 2017  | Jane (en)         | Cho Hyun-hoon                   |
| 38 | 2018  | Kim Il-ran        | Lee Hyuk-sang                   |

## Prix FIPRESCI
| #  | Année | Film                         | Réalisateur        |
| -- | ----- | ---------------------------- | ------------------ |
| 26 | 2006  | Grain in Ear                 | Zhang Lu           |
| 28 | 2008  | My Dear Enemy (en)           | Lee Yoon-ki (en)   |
| 29 | 2009  | Breathless                   | Yang Ik-joon       |
| 30 | 2010  | Une vie toute neuve          | Ounie Lecomte      |
| 31 | 2011  | Poongsan                     | Juhn Jai-hong (en) |
| 32 | 2012  | Pieta                        | Kim Ki-duk         |
| 33 | 2013  | Jiseul                       | O Muel             |
| 34 | 2014  | The Fake                     | Yeon Sang-ho       |
| 35 | 2015  | A Midsummer's Fantasia (en)  | Jang Kun-jae (en)  |
| 37 | 2017  | Okja                         | Bong Joon-ho       |
| 38 | 2018  | Lee Chang-dong (réalisateur) | Burning            |

## Mentions spéciales
| #  | Année | Récipiendaire                                      | Film                                       |
| -- | ----- | -------------------------------------------------- | ------------------------------------------ |
| 1  | 1980  | Jeong Ji-woo                                       |                                            |
| 6  | 1986  | Hwang Gi-seong                                     | Mother (en)                                |
| 7  | 1987  | Kang Dae-jin                                       |                                            |
| 7  | 1987  | Kang Soo-yeon                                      |                                            |
| 8  | 1988  | Lee Tae-won (Taehung Pictures)                     |                                            |
| 9  | 1989  | Kim So-dong                                        |                                            |
| 10 | 1990  | Lee Tae-won                                        |                                            |
| 10 | 1990  | Pourquoi Bodhi-Dharma est-il parti vers l'orient ? |                                            |
| 13 | 1993  | Do Dong-hwan                                       |                                            |
| 13 | 1993  | Kim Hee-gap                                        |                                            |
| 17 | 1997  | Kim Soo-jung (animation)                           |                                            |
| 17 | 1997  | Lee Kyung-soon (son)                               |                                            |
| 19 | 1999  | Kang Je-gyu, Byeon Mu-rim                          | Shiri                                      |
| 20 | 2000  | Byun Young-joo                                     | My Own Breathing                           |
| 21 | 2001  |                                                    | Friend                                     |
| 22 | 2002  | Jung So-young                                      | Love Me Once Again                         |
| 24 | 2004  | Kim Dong-won                                       | Rapatriement                               |
| 31 | 2011  | Shim Jae-myung                                     | Lili à la découverte du monde sauvage (en) |
| 32 | 2012  | Oh Heung-seok (direction artistique)               | Masquerade                                 |
| 33 | 2013  | Park Chul-soo                                      |                                            |
| 38 | 2018  | Hong Ki-seon                                       | The Discloser (en)                         |

## Prix d'accomplissement de carrière
| #  | Année | Récipiendaire                               |
| -- | ----- | ------------------------------------------- |
| 3  | 1983  | Seok Geum-seong (Sea Gull, Don't Fly Away)  |
| 11 | 1991  | Shin Seong-il                               |
| 11 | 1991  | Hwang Gi-seong                              |
| 12 | 1992  | Lee Woo-seok (Dong-A Export Co.)            |
| 12 | 1992  | Lee Chang-geun (cadreur)                    |
| 14 | 1994  | Jeong Ji-yeong                              |
| 15 | 1995  | Lee Chang-geun                              |
| 16 | 1996  | Boim (The Murmuring)                        |
| 18 | 1998  | Kim Ki-young                                |
| 20 | 2000  | Kim Ji-mee (en)                             |
| 25 | 2005  | Kim Jong-won                                |
| 25 | 2005  | Byun In-shik                                |
| 26 | 2006  | Lee Kyung-ja                                |
| 28 | 2008  | Choi Eun-hee                                |
| 34 | 2014  | Jung Il-sung (directeur de la photographie) |
| 35 | 2015  | Jung Jin-woo (en) (réalisateur)             |
| 38 | 2018  | Yoon Jeong-hee (actrice)                    |

## Prix pour contribution au cinéma
| #  | Année | Récipiendaire   |
| -- | ----- | --------------- |
| 27 | 2007  | Yu Hyeon-mok    |
| 29 | 2009  | Kim Soo-yong    |
| 30 | 2010  | Shin Young-kyun |
| 30 | 2010  | Jo Kwon-hee     |
| 31 | 2011  | Cheng Chang Ho  |
| 32 | 2012  | Hwang Jeong-sun |
| 33 | 2013  | Shin Seong-il   |
| 36 | 2016  | Im Kwon-taek    |

## Autres prix
| #  | Année | Prix                           | Récipiendaire | Film                |
| -- | ----- | ------------------------------ | ------------- | ------------------- |
| 33 | 2013  | Prix CJ CGV                    | Lee Jung-jae  | Gwansang, New World |
| 35 | 2015  | Plaque d'appréciation spéciale | Ahn Sung-ki   |                     |

## Meilleur nouveau critique
| #  | Année | Critique       |
| -- | ----- | -------------- |
| 29 | 2009  | Ahn Seung-beom |
| 29 | 2009  | Park Woo-sung  |
| 30 | 2010  | Lee Ji-hyun    |
| 31 | 2011  | Yoon Sung-eun  |
| 32 | 2012  | Lee Dae-yeon   |
| 33 | 2013  | Sung Jin-soo   |
| 33 | 2013  | Lee Soo-hyang  |
| 34 | 2014  | Song A-reum    |
| 35 | 2015  | Moon Sung-hoon |
| 38 | 2018  | Cho Han-ki     |

## Meilleur film étranger
| # | Année | Film                         | Réalisateur       |
| - | ----- | ---------------------------- | ----------------- |
| 1 | 1980  | Kramer contre Kramer         | Robert Benton     |
| 2 | 1981  | Tess                         | Roman Polanski    |
| 3 | 1983  | Rencontres du troisième type | Steven Spielberg  |
| 4 | 1984  | La Femme d'à côté            | François Truffaut |